# Scandiano
Scandiano ist eine italienische Gemeinde (comune) mit 25.853 Einwohnern (Stand 31. Dezember 2023) in der Provinz Reggio Emilia, Region Emilia-Romagna. Die nächstgelegene größere Stadt ist Modena im Osten von Scandiano.
Die Stadt ist Mitglied der Cittaslow, einer 1999 in Italien gegründeten Bewegung zur Entschleunigung und Erhöhung der Lebensqualität in Städten durch Umweltpolitik, Infrastrukturpolitik, urbane Qualität, Aufwertung der autochthonen Erzeugnisse, Gastfreundschaft, Bewusstsein und landschaftliche Qualität.

## Gemeindepartnerschaften
Scandiano unterhält Partnerschaften mit folgenden Gemeinden bzw. Städten:
- Blansko, Tschechien (seit 1964)
- Tubize, Belgien (seit 1975)
- Almansa, Spanien (seit 1989)

## Persönlichkeiten
- Matteo Maria Boiardo (1441–1494), Dichter
- Cesare Magati (1579–1647), Mediziner, Philosoph, Chirurg und Kapuziner
- Fermo Camellini (1914–2010), italienisch-französischer Radrennfahrer
- Lazzaro Spallanzani (1729–1799), Priester, Philosoph und Universalwissenschaftler
- Romano Prodi (* 1939), Ministerpräsident, Präsident der EU-Kommission
- Luigi Ghirri (1943–1992), Fotograf
- Flavio Ferri-Benedetti (* 1983), Countertenor